# Бира (комуна)
Бира (рум. Bâra) — комуна у повіті Нямц в Румунії. До складу комуни входять такі села (дані про населення за 2002 рік):
- Бира (765 осіб)
- Негрешть (223 особи)
- Редіу (885 осіб)

Комуна розташована на відстані 296 км на північ від Бухареста, 52 км на схід від П'ятра-Нямца, 43 км на захід від Ясс.

## Населення
За даними перепису населення 2002 року у комуні проживала 4431 особа.
Національний склад населення комуни:
| Національність | Кількість осіб | Відсоток |
| -------------- | -------------- | -------- |
| румуни         | 4402           | 99,3%    |
| цигани         | 26             | 0,6%     |
| угорці         | 2              | < 0,1%   |
| італійці       | 1              | < 0,1%   |

Рідною мовою назвали:
| Мова       | Кількість осіб | Відсоток |
| ---------- | -------------- | -------- |
| румунська  | 4429           | > 99,9%  |
| угорська   | 1              | < 0,1%   |
| італійська | 1              | < 0,1%   |

Склад населення комуни за віросповіданням:
| Релігія       | Кількість осіб | Відсоток |
| ------------- | -------------- | -------- |
| православні   | 2742           | 61,9%    |
| римо-католики | 1643           | 37,1%    |
| адвентисти    | 23             | 0,5%     |
| бретрени      | 10             | 0,2%     |
| п'ятдесятники | 8              | 0,2%     |
| старообрядці  | 3              | 0,1%     |
| реформати     | 2              | < 0,1%   |